# Arthur Pech
Arthur Pech (* 9. April 1912 in Schmogrow; † 20. Mai 1980) war ein deutscher Politiker und  Funktionär der DDR-Blockpartei DBD. Er war Landesvorsitzender der DBD Brandenburg, Vorsitzender des DBD-Bezirksvorstandes Frankfurt (Oder) und Abgeordneter des Landtages Brandenburg.

## Leben
Pech, Sohn eines Zieglers, erlernte nach der Volksschule den Beruf des Melkers. Nach 1945 war er Neubauer. Pech trat 1945 der KPD bei, 1946 wurde er Mitglied der SED. 1948 trat er der neugegründeten Demokratischen Bauernpartei Deutschlands (DBD) und der Vereinigung der gegenseitigen Bauernhilfe (VdgB) bei. 1951/52 war er Vorsitzender des DBD-Landesvorstandes Brandenburg und von 1953 bis 1963 Vorsitzender des DBD-Bezirksvorstandes Frankfurt (Oder). Von 1951 bis 1980 war Pech Mitglied des DBD-Parteivorstandes, von 1953 bis 1963 Mitglied des Präsidiums und von 1953 bis 1955 Mitglied des Sekretariats des DBD-Parteivorstandes. Ab 1977 war er stellvertretender Vorsitzender des Parteischiedsgerichtes der DBD.
Von 1950 bis 1952 war Pech Landrat des Kreises Angermünde. 1952/1953 war er stellvertretender Vorsitzender des Rates des Bezirks Frankfurt (Oder). Von April 1950 bis 1952 war er Mitglied des Landtages Brandenburg und dort Vorsitzender des Ausschusses für Handel und Versorgung, von 1952 bis 1963 war er Abgeordneter des Bezirkstages Frankfurt (Oder) sowie von 1954 bis 1958 Mitglied der Länderkammer der DDR.
Von 1945 bis 1952 war er Mitglied des Landesvorstandes der VdgB, später Mitglied des Zentralvorstandes der VdgB, zeitweise auch Präsidiumsmitglied der Volkssolidarität.

## Auszeichnungen
- Vaterländischer Verdienstorden in Bronze (1955), in Silber (1972)[1] und in Gold (1977)[2]
- Ernst-Moritz-Arndt-Medaille (1957)
- Verdienstmedaille der DDR (1960)